# Плешковец
Плешковец је насељено место у саставу општине Свети Јурај на Брегу у Међимурској жупанији, Хрватска. До територијалне реорганизације у Хрватској налазио се у саставу старе општине Чаковец.

## Становништво
На попису становништва 2011. године, Плешковец је имао 471 становника.

## Попис1991.
На попису становништва 1991. године, насељено место Плешковец је имало 444 становника, следећег националног састава:
| Попис 1991.‍  | Попис 1991.‍  | Попис 1991.‍ | Попис 1991.‍ | Попис 1991.‍ |
| ------------ | ------------ | ----------- | ----------- | ----------- |
|              |              |             |             |             |
| Хрвати       | Хрвати       |             | 426         | 95,94%      |
| Југословени  | Југословени  |             | 1           | 0,22%       |
| Срби         | Срби         |             | 1           | 0,22%       |
| Чеси         | Чеси         |             | 1           | 0,22%       |
| неопредељени | неопредељени |             | 4           | 0,90%       |
| непознато    | непознато    |             | 11          | 2,47%       |
| укупно: 444  |              |             |             |             |